# Einars Fogelis

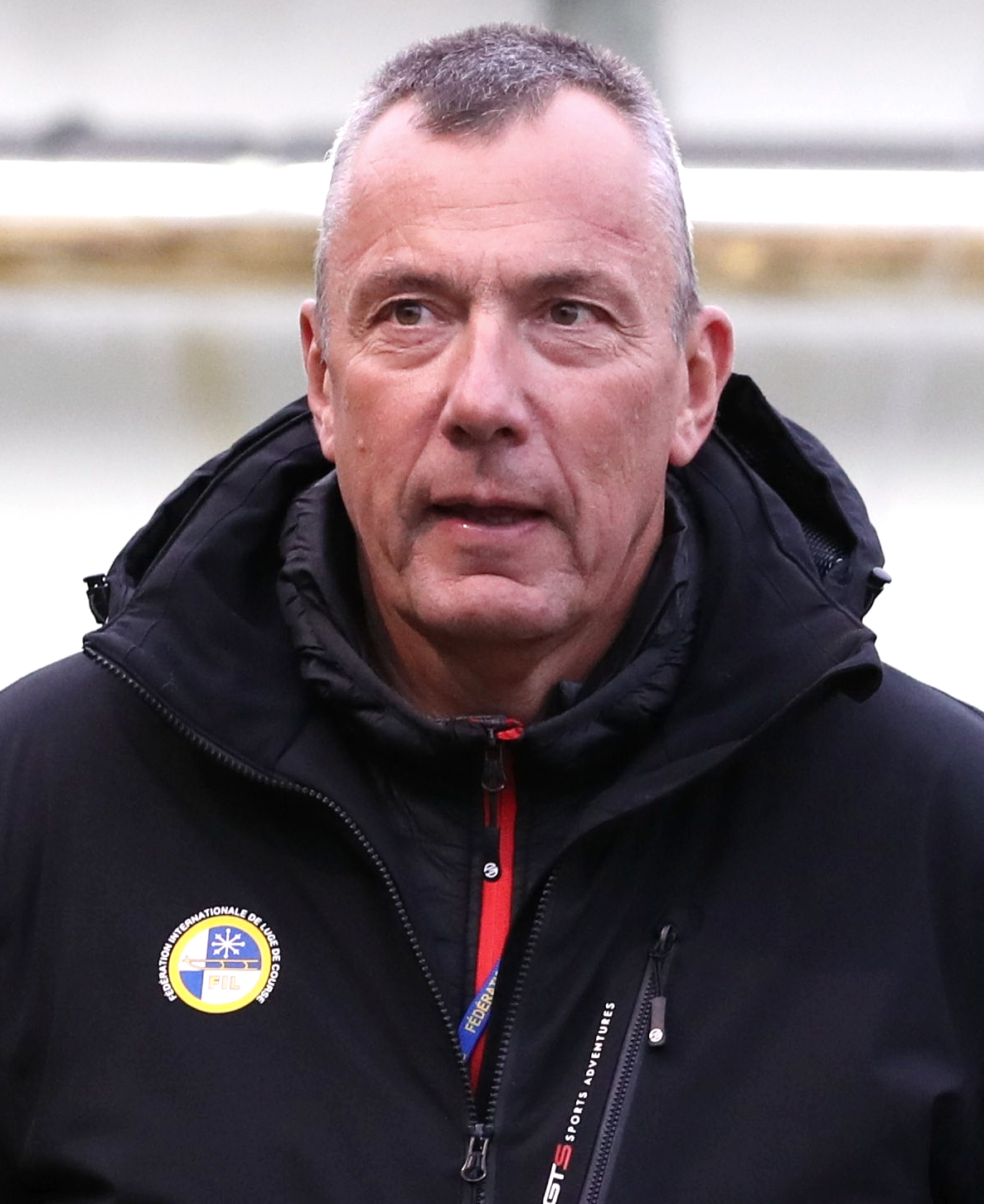
Einars Fogelis (2019)

Einars Fogelis (* 30. April 1960 in Sigulda) ist ein lettischer Sportmanager und Rennrodelfunktionär. Seit 2012 ist er Vizepräsident des Latvijas Olimpiskā Komiteja und seit 2020 Präsident der Fédération Internationale de Luge.

## Leben
Fogelis studierte an der Technischen Universität Riga (Abschluss 1983 in Ingenieurwissenschaften) und der Universität Lettlands (Abschluss 2002 in Sozialwissenschaften). 1983/84 war er stellvertretender Direktor des Rīgas Sporta pils und bis 1994 Bahnchef, Chefingenieur und Direktor der Rodelbahn Sigulda. 1994 wechselte er in das lettische Bildungsministerium, wo er als Direktor der Sportabteilung tätig war. Als Chef de Mission führte der die lettische Delegation zu den Olympischen Spielen 1996 in Atlanta, 1998 in Nagano und 2000 in Sydney. 2004 wurde er Generalsekretär des Latvijas Olimpiskā Komiteja. Diesen Posten verließ er 2012 um Direktor der lettischen Olympiamannschaft zu werden, sein Nachfolger als Generalsekretär beim lettischen Olympischen Komitee wurde Žoržs Tikmers. 2012 wurde er zum Vizepräsident des Latvijas Olimpiskā Komiteja gewählt, 2014 zum Präsidenten des Rats der Lettischen Sportverbände.
Neben seinen Tätigkeiten für die nationalen Sportverbände Lettlands ist Fogelis auch auf internationaler Ebene tätig: 1994 wurde er zum Vizepräsidenten für Technische Angelegenheiten der Fédération Internationale de Luge de Course gewählt. Diese Funktion übte er bis 2018 aus, ehe seine Wahl zum Nachfolger Svein Romstads auf den Posten des Generalsekretärs des Internationalen Rennrodelverbands folgte. Nachdem Josef Fendt seinen Rücktritt als Präsident der Fédération Internationale de Luge de Course im Februar 2020 angekündigt hatte, wurde Fogelis als sein Nachfolger gehandelt. Beim Kongress des Rennrodelweltverbandes am 20. November 2020 wurde er dann erwartungsgemäß gewählt und löste Fendt nach 26 Jahren im Amt ab. Zum neuen Generalsekretär wurde Dwight Bell gewählt.
Fogelis ist verheiratet und Vater einer Tochter und von zwei Söhnen. Er wohnt in Sigulda.